# Ajman
Ajman, Ujman o ‘Aŷmān (en árabe: عجمان), es el estado miembro más pequeño de siete emiratos que integran desde 1971 los Emiratos Árabes Unidos, con un área de solo 259 km². Su capital es la ciudad de Ajman.

## Características

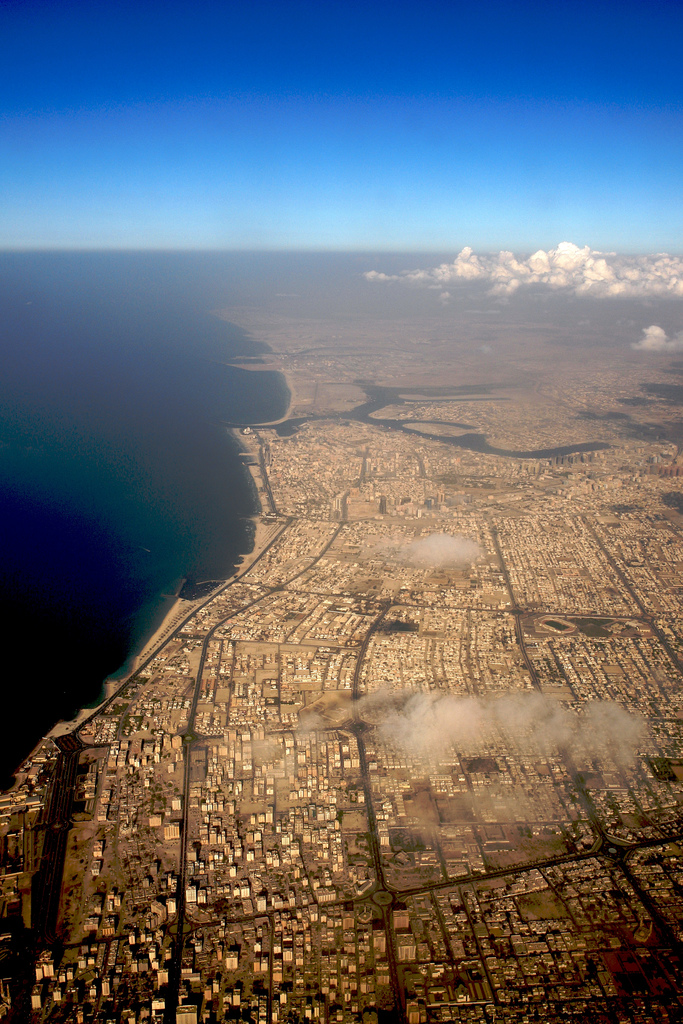
Vista aérea de la ciudad de Ajman.

Localizado a lo largo del golfo Pérsico, también tiene bajo su jurisdicción los enclaves agrícolas de Masfut y Manama. La población es de aproximadamente 361 160 habitantes (2008), la mayoría de los cuales viven en la capital. La población ha crecido considerablemente en años recientes, debido al influjo de inmigrantes de los estados adyacentes (Dubái y Sarja) y de otros países.
Ajmán se extiende con extensos suburbios casi hasta la carretera arterial E311, con zonas industriales ligeras y almacenamiento hacia el noreste. Las pequeñas áreas de desierto arenoso fuera de la ciudad soportan escasos crecimientos estacionales de pastos silvestres y matorrales, árboles de gaf y ocasionales palmeras datileras. Los árboles de acacia y ghaf abundan en Manama, que se ha establecido como un centro agrícola. Los palmerales datileros y las plantaciones de árboles frutales son característicos de Masfout.

## Gobierno
El Emirato de Ajmán es una monarquía, gobernada por el jeque Humaid bin Rashid Al Nuaimi III desde que sucedió a su padre en 1981. El príncipe heredero de Ajman es el jeque Ammar bin Humaid Al Nuaimi. El emirato ha sido gobernado por miembros de la familia (o tribu) Al Nuaimi desde 1810. Contribuye con 4 senadores, o escaños, al Consejo Nacional Federal de 40 escaños de los Emiratos Árabes. Bajo su mando se ha dado un desarrollo masivo de construcciones urbanas.

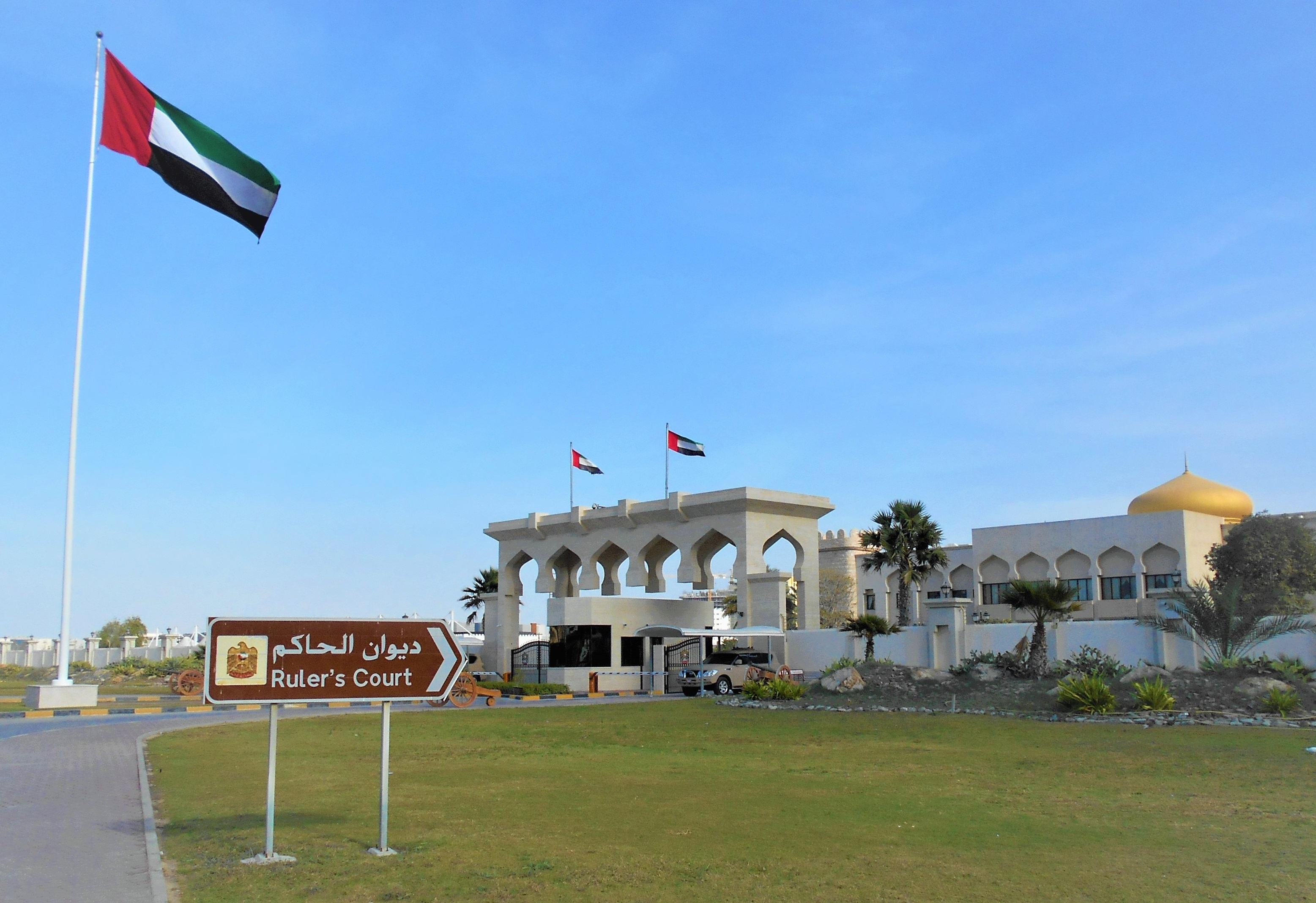
Palacio del Emir de Ajmán.

Desde 1816, el Emirato de Ajmán ha sido gobernado por los jeques Rashid bin Humaid Al Nuaimi (1816–1838), Humaid bin Rashid Al Nuaimi (1838–1841 y 1848–1864), Abdelaziz bin Rashid Al Nuaimi (1841-1848), Rashid bin Humaid Al Nuaimi II (1864-1891), Humaid bin Rashid Al Nuaimi II (1891-1900), Abdulaziz bin Humaid Al Nuaimi (1900-1910), Humaid bin Abdulaziz Al Nuaimi (1910-1928), Rashid bin Humaid Al Nuaimi III (1928-1981) y Humaid bin Rashid Al Nuaimi III (1981-presente).

## Economía

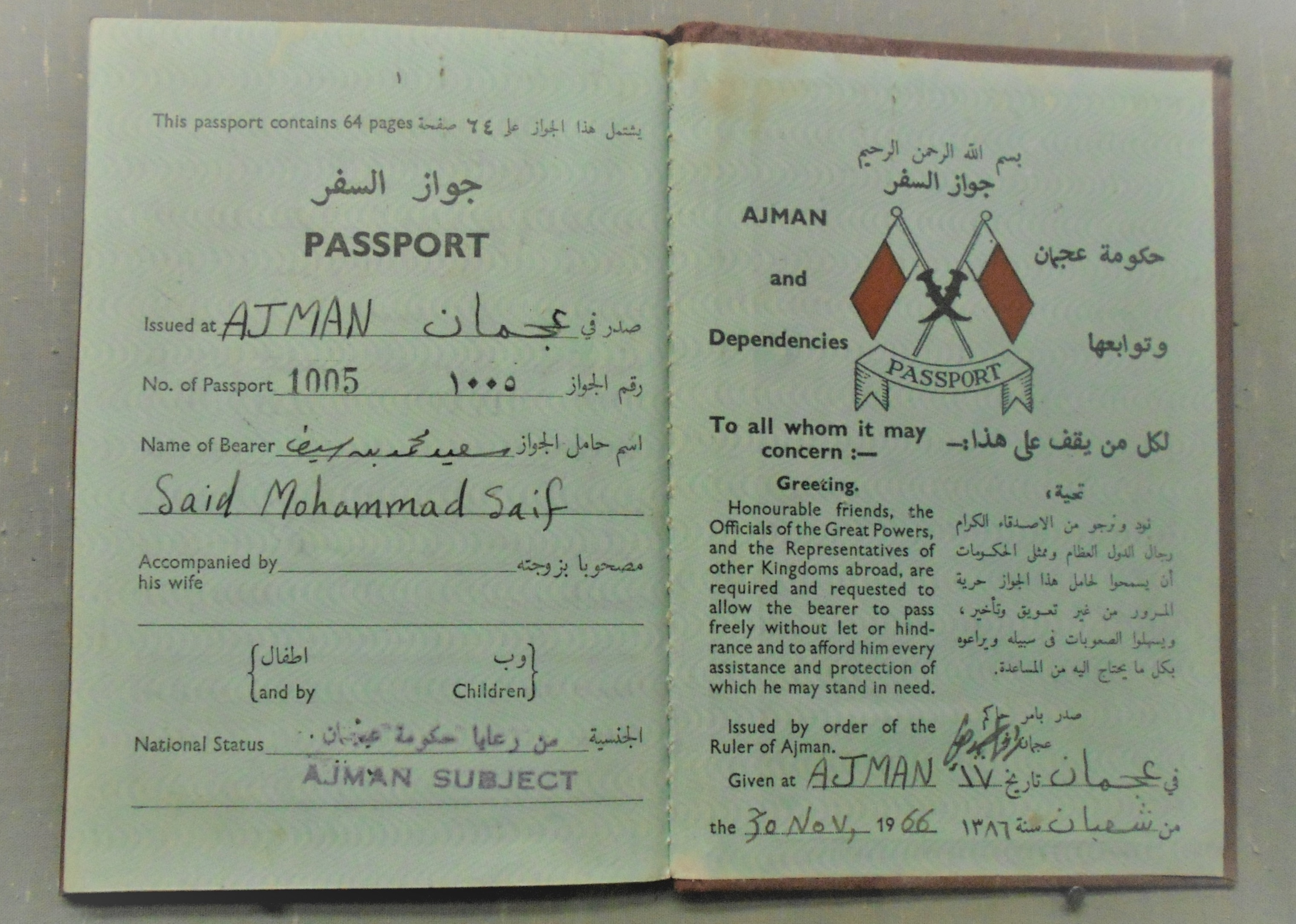
Pasaporte oficial de Ajmán. A inicios de los '40, el gobierno del emirato comenzó a emitir pasaportes locales, antes potestad del Consulado británico. Desde los '70, los pasaportes locales se reemplazaron por el de Emiratos Árabes.

La economía de Ajmán está dominada por cinco sectores: manufactura, construcción, venta al por mayor y al por menor, servicios inmobiliarios y empresariales y transporte, almacenamiento y comunicaciones. En 2012, contribuyeron con alrededor del 82% del PIB total, siendo la manufactura (37%) y la construcción (15%) los mayores contribuyentes. Los tres sectores de mayor crecimiento entre 2010 y 2012 fueron los servicios sociales y personales, el transporte, el almacenamiento y las comunicaciones, y la fabricación.
Alrededor del 78% de la inversión total en Ajmán en 2012 se concentró en servicios inmobiliarios y gubernamentales, electricidad y fabricación. Ajmán también es la sede de numerosas empresas e institutciones, tales como Amtek Industries, Al Haramain Perfumes y la Universidad Médica del Golfo. Los oficios de más rápido crecimiento fueron la carpintería y el papel, la impresión y la publicación. La reexportación de productos químicos y plásticos registró un crecimiento de más del 100% en este mismo período de tiempo.
Los principales mercados de exportación de 2009-11 estuvieron representados por los países del Golfo (31%) y Asia (27%), mientras que África y Asia fueron los mercados de exportación de mayor crecimiento durante ese período. Arabia Saudita, Catar, Omán e Irán fueron los principales socios comerciales de exportación de Ajmán. Las inversiones en Ajmán crecieron en 2013 en un 5% en comparación con 2012. Las exportaciones (incluida la reexportación) crecieron en el segundo trimestre de 2014 en un 53%.
Cerca de la Corniche (o costanera), funciona la Zona libre de Ajmán, con capacidad para albergar 1.500 empresas y recibir más de 1000 embarcaciones al año. El puerto y la zona franca de Ajmán son los principales contribuyentes a la economía del emirato. Exportando a más de 65 países, las compañías de la Zona Libre comprenden algo así como el 20% de las unidades industriales generales de Emiratos Árabes, con unas 256 compañías industriales que operan desde la zona.

## Educación
En educación superior, la Universidad de Ciencia y Tecnología de Ajmán es la principal institución en Ajmán, con especializaciones en ingeniería, tecnología de la información, odontología, comunicación de masas, farmacia y ciencias de la salud, administración de empresas, medio ambiente, agua y energía, educación y derecho. Compuesta por dos grupos: J1 (25 salas de conferencias y 23 laboratorios) y J2 (56 salas de conferencias y 56 laboratorios), incluye un hospital de enseñanza para especializaciones médicas.
Ajman, con el fin de promover el desarrollo de trabajo local, federal y de las comunidades locales firmó en 2018 un acuerdo de colaboración con Connect Resources.

## Transporte
Ajmán ofrece múltiples opciones de transporte, incluidos taxis, taxis para personas con necesidades especiales, taxis para mujeres y autobuses, con tarifas a partir de 3 dirhams.

## Turismo
Ajman es uno de los destinos turísticos más atractivos de los Emiratos Árabes Unidos. Es un gran lugar para visitar. Visitar las enormes playas de arena de Ajman, la arquitectura antigua y los monumentos culturales se encuentran, sin duda, entre las mejores cosas que hacer.